# Embargo de noticias
El embargo de noticias es la restricción o prohibición de la publicación de información o noticias que alguien posee. La restricción puede justificarse sobre la base de protección a la privacidad, protección de negocios o por razones de seguridad nacional y orden público.
Los embargos de noticias son medidas temporales o permanentes aplicadas para prevenir daños que podrían ser causados si la información objeto del embargo se hiciera pública.
Cuando alguna información que ha causado daño se ha hecho pública el embargo se aplica a posteriori. Este proceso se conoce como gestión de daños y tiene el propósito de detener la difusión de la noticia e impedir que el público la lea.